# Hither Hills State Park
Hither Hills State Park ist ein State Park im Gebiet der Town East Hampton im Suffolk County, New York. Der Park umfasst 1755 acre (7,1 km²) am Ostende der South Fork von Long Island in der Nähe des Ortes Montauk.

## Geschichte
Das Gebiet, welches später als Hither Hills State Park umgewidmet wurde, war ursprünglich vorgesehen für private Bebauung und einen Freizeitgelände mit Hotels, Casinos, eine Polofeld und einem Yachthafen. Diese bereits geplante Bebauung wurde Anfang des 20. Jahrhunderts jedoch von der Long Island State Park Commission blockiert und ein Teil der Privatgrundstücke wurde an den Staat New York verkauft, der im August den Hither Hills State Park eröffnete.
Das Gebiet war lange Zeit auch Gegenstand von juristischen Auseinandersetzungen, den Montauk Point Land Claims zwischen den ansässigen Montauk-Indianern und der Long Island Sound Railroad.

## Geographie
Der Park liegt auf der South Fork von Long Island zwischen Napeague und Montauk. Der größte Teil des State Parks erstreckt sich zur Napeague Bay des Long Island Sound mit Dünen und Küsten-Feuchtgebieten. Der Nordöstliche Teil ist zusätzlich als Hither Woods Preserve ausgewiesen. Im Osten schließen sich drei weitere Schutzgebiete an, die zum Teil von Hither Hils mitverwaltet werden: Montauk Downs State Park, Camp Hero State Park und Montauk Point State Park.
Das Ortsgebiet von Montauk ist über den Montauk Highway und den Montauk Branch der Long Island Rail Road erreichbar. Die Buslinie 10C der Suffolk County Transit verkehrt auch zwischen East Hampton und Montauk, und die Long Island Rail Road verfügt auf der Strecke über die Amagansett, East Hampton und Montauk-Stationen.

### Freizeitmöglichkeiten
Im Park gibt es einen Badestrand, Picknick-Plätze tables, einen Spielplatz, sowie einen Nature Trail, einen Bridle Path und einen Campingplatz mit 168 Stellplätzen. Es gibt Angebote für Recreation Programs und die Möglichkeiten zum Jagen, Angeln und im Winter zum Langlaufen, sowie einen Kiosk.